# Nowy Dwór Królewski
Nowy Dwór Królewski je vesnice v Polsku v okrese Chełmno v kujavsko-pomořském vojvodství. Rozloha vesnice je 3,17 km². SPZ: CCH.
V obci je palác z roku 1875.

## Galerie

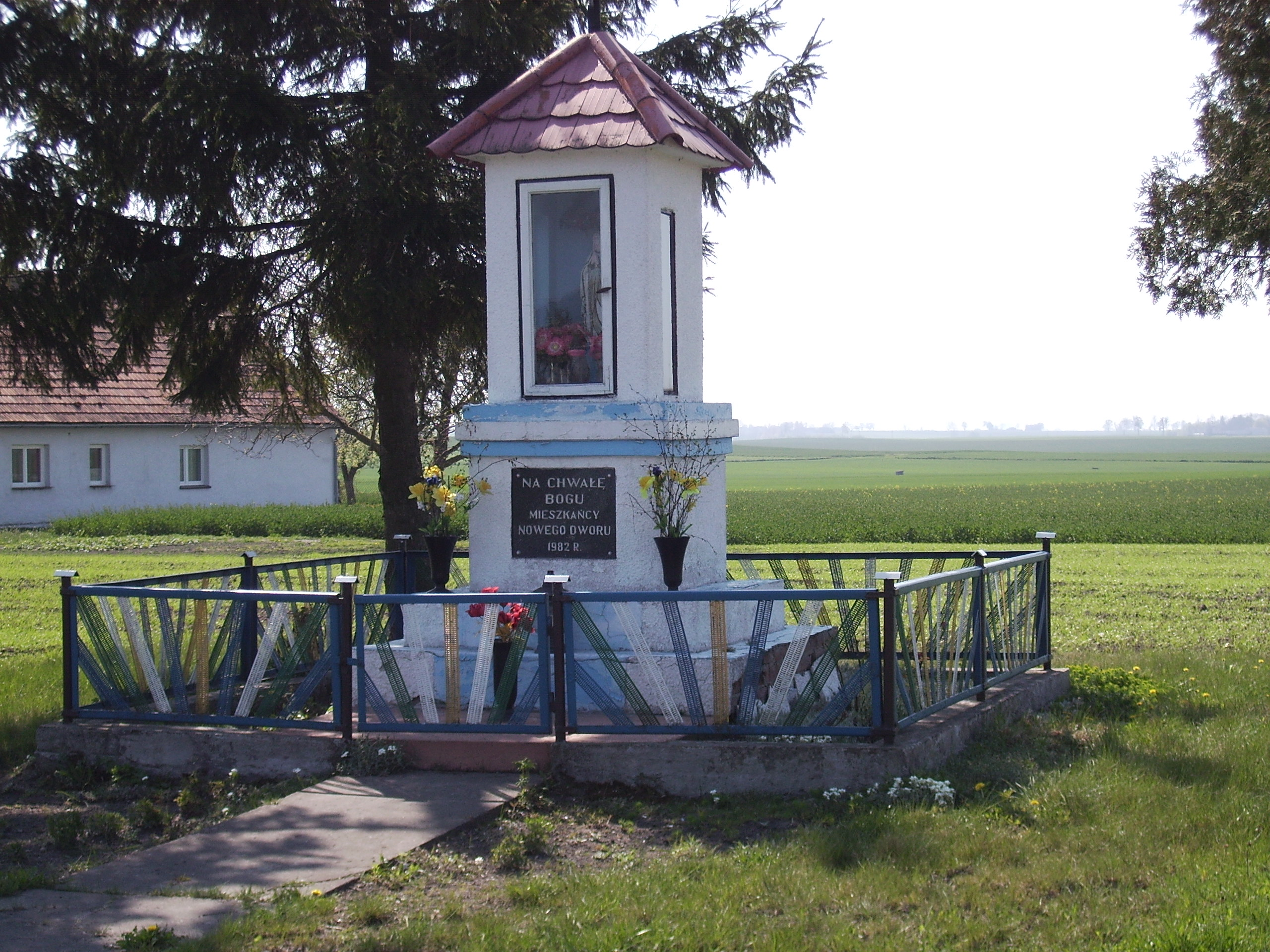
Mariánský obrázek
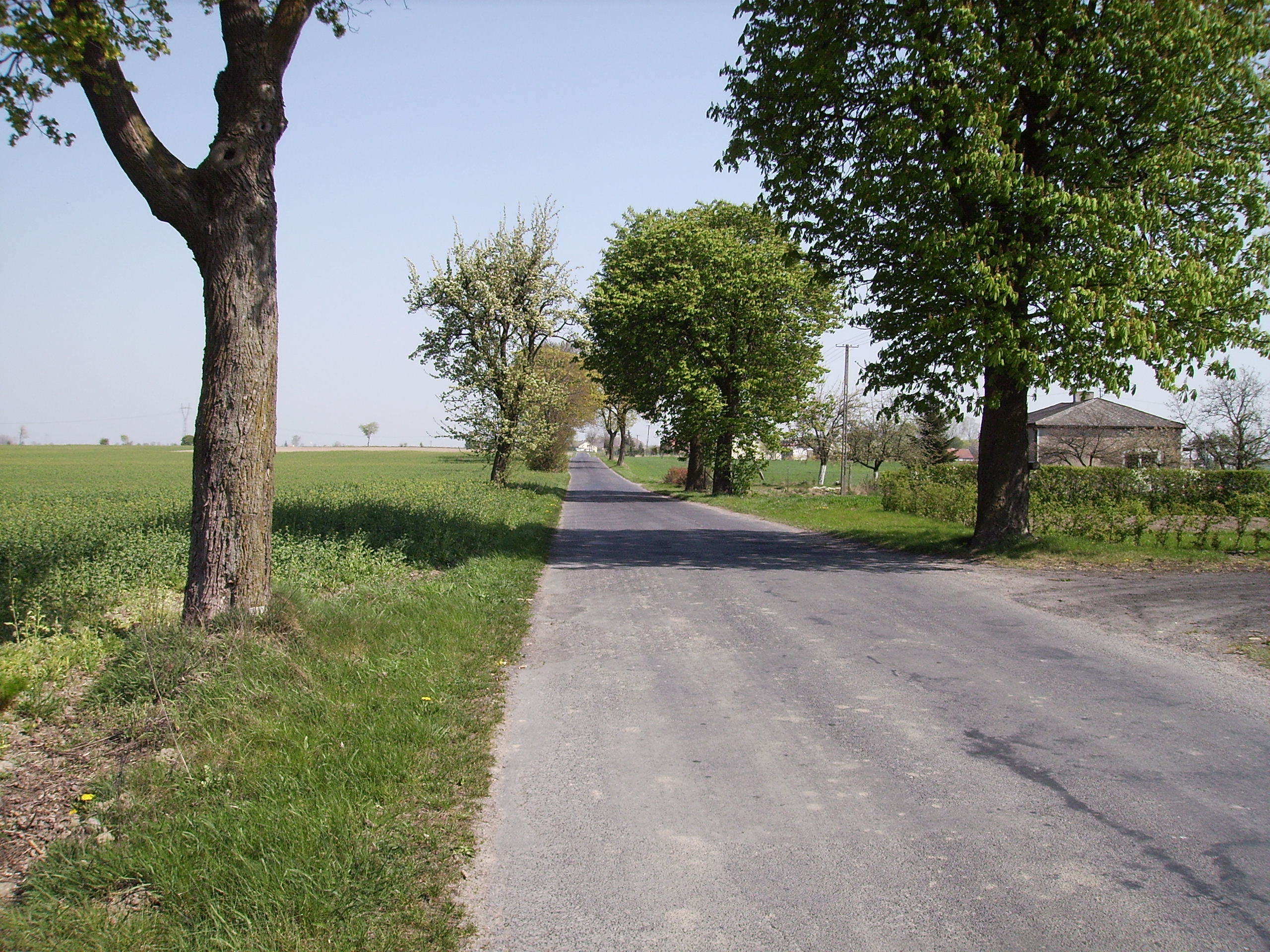
Park